# Britannia (serie televisiva)
Britannia è una serie televisiva statunitense e britannica, co-prodotta da Amazon e Sky, ha debuttato il 18 gennaio 2018 negli Stati Uniti su Prime Video, mentre dallo stesso giorno è stata trasmessa nel Regno Unito e in Irlanda su Sky Atlantic.
Inoltre, tutti gli episodi della prima stagione sono stati pubblicati sul servizio on demand Sky Box Sets dei due paesi il 18 gennaio 2018.

## Trama

### Prima stagione
La serie è ambientata nel 43 d.C. quando l'esercito romano, determinato e allo stesso tempo intimorito, ritorna a conquistare il cuore celtico della Britannia, una terra misteriosa governata da donne guerriere e druidi che possono contrastare le potenti forze dell'Impero. I due rivali celtici Kerra (Cantii) e Antedia (Regnensi) nonostante il loro ostile rapporto dovranno allearsi per sconfiggere gli invasori romani guidati da Aulo Plauzio.

### Seconda stagione
A due anni dall’invasione dei Romani, la profezia che potrebbe salvare la Britannia verrà messa a rischio quando i due fratelli Veran e Harka inizieranno un’epica battaglia che spaccherà i Druidi in due fazioni contrapposte.

### Terza stagione
Cait, in qualità di Prescelta, si ritrova di fronte ad una decisione che la vincolerà al futuro della sua gente, provata dagli orrori della guerra, e a quello della sua terra devastata. Aulo Plauzio viene messo sotto pressione da una nuova presenza oscura, altrimenti nota come sua moglie, mentre Amena si ritrova invischiata in un letale ménage à trois con entrambi. A Divis è affidato un nuovo lavoro che disprezza, mentre Veran si reca negli inferi e vede il futuro.

## Episodi
| Stagione         | Episodi | Pubblicazione UK | Prima TV Italia |
| ---------------- | ------- | ---------------- | --------------- |
| Prima stagione   | 9       | 2018             | 2018            |
| Seconda stagione | 10      | 2019             | 2019            |
| Terza stagione   | 8       | 2021             | 2021            |

## Personaggi e interpreti

### Personaggi principali
- Generale Aulo Plauzio (stagioni 1-3), interpretato da David Morrissey, doppiato da Pino Insegno.
Comandante della nona legione e Legatus Augusti pro praetore che inizia a conquistare la Britannia.
- Kerra (stagione 1), interpretata da Kelly Reilly, doppiata da Ilaria Latini.
Figlia di Re Pellenor, coraggiosa e risoluta, promessa sposa di Gildas. Verrà uccisa da Aulo nel finale della prima stagione.
- Divis (stagioni 1-3), interpretato da Nikolaj Lie Kaas, doppiato da Stefano Crescentini.
Druido reietto e sciamano, in passato è stato posseduto dal demone Pwykka.
- Cait (stagioni 1-3), interpretata da Eleanor Worthington Cox, doppiata da Margherita De Risi.
Ragazzina rimasta orfana di madre e di sorella, viaggia insieme a Divis.
- Veran (stagioni 1-3), interpretato da Mackenzie Crook, doppiato da Christian Iansante.
"Secondo uomo" e fratello gemello di Harka, è un druido molto potente.
- Phelan (stagioni 1-3), interpretato da Julian Rhind-Tutt, doppiato da Francesco Bulckaen.
Figlio primogenito di Re Pellenor. Nella seconda stagione assume una nuova identità col nome di Rolf e forma una famiglia. Nella terza stagione diventerà amico di Divis ed entrerà a far parte del "Gruppo della Prescelta".
- Lindon (stagione 1), interpretato da Stanley Weber, doppiato da Francesco Prando.
Guerriero dei Galli e secondo marito di Amena.
- Ania (stagioni 1-3), interpretata da Liana Cornell, doppiata da Valentina Favazza (stagione 1) e da Giulia Franceschetti (stagioni 2-3).
Nipote della regina Antedia. Nella seconda stagione diventa una guerriera druida. Nella terza stagione entra a far parte del "Gruppo della Prescelta".
- Sawyer (stagione 1, guest stagioni 2-3), interpretato da Barry Ward, doppiato da Alberto Bognanni.
Padre di Cait e Islene.
- Amena (stagioni 1-3), interpretata da Annabel Scholey, doppiata da Benedetta Degli Innocenti.
Moglie di Phelan e Lindon, astuta e manipolatrice. In seguito diventa la nuova regina dei Cantiaci. Nella seconda stagione diventerà l'amante di Aulo e scaverà nei traumi del suo passato, mentre nella terza stagione si redimerà tradendo e ferendo gravemente Hemple e consegnandola al "Gruppo della Prescelta".
- Lucio Alidio (stagioni 1-3), interpretato Hugo Speer, doppiato da Dario Oppido.
Prefetto e vice di Aulo. Nella seconda stagione si finge un pescatore muto in fuga dai romani ed etrerà in possesso della Lancia dell'Alba d'Argento, ovvero la Lancia di Longino. Nella terza stagione, convertitosi al Cristianesimo, sancirà un'alleanza con i Druidi e cercherà di dare la Lancia a Cait, ma verrà ucciso da Hemple.
- Vito Aurelio (stagioni 1-3), interpretato da Gershwyn Eustache Jnr, doppiato da Marco Vivio (stagioni 2-3).
Optio della nona legione. In seguito diventa il nuovo prefetto fedele a Plauzio. Nella terza stagione inizierà a cospirare contro il generale, ma verrà ucciso dalla cerchia di Hemple, che lo mangerà in un rituale.
- Vespasiano (stagione 1), interpretato e doppiato da Fortunato Cerlino.
Comandante romano. Verrà ucciso nella prima stagione in un agguato dei Cantiaci.
- Gildas (stagione 1), interpretato da Joe Armstrong, doppiato da Simone Crisari.
Figlio della regina Antedia. Verrà ucciso dai Romani nel finale della prima stagione.
- Regina Antedia (stagioni 1-3), interpretata da Zoë Wanamaker, doppiata da Aurora Cancian.
Regina della tribù dei Regnensi, un popolo guerriero, sconfitta a tradimento dai romani è stata venduta come schiava alle tribù del nord. Nella terza stagione farà amicizia con Cait ed entrerà a far parte del "Gruppo della Prescelta".
- Re Pellenor (stagione 1), interpretato da Ian McDiarmid, doppiato da Dario Penne.
Re dei Cantiaci e padre di Phelan e Kerra. Verrà sacrificato agli dei nella prima stagione.
- Willa (stagioni 1-3), interpretata da Jodie McNee, doppiata da Cinzia Villari.
Druido fedele a Veran. Nella seconda stagione la sua fede vacilla quando scopre che Veran ha mentito riguardo alla sua visione. Nella terza stagione perderà un braccio mangiato da Hemple ed i suoi, ma tornerà leale a Veran.
- Quane (stagioni 2-3, guest stagione 1), interpretato da David Bradley, doppiato da Toni Orlandi.
Druido anziano.
- Hella (stagioni 1-2, guest stagione 3), interpretata da Laura Donnelly, doppiata da Valentina Mari.
Assassina irlandese assoldata da Aulo Plauzio. Nella seconda stagione forma un'alleanza con Harka. Nella terza darà supporto al "Gruppo della Prescelta".
- Harka (stagione 2), interpretato da Mackenzie Crook, doppiato da Christian Iansante.
"Primo Uomo", è il fratello gemello di Veran, assetato di vendetta. Antagonista principale della seconda stagione, sfiderà Veran, ma poco prima di infliggere il colpo di grazia sarà ucciso da Divis.
- Imperatore Claudio (stagione 2), interpretato da Steve Pemberton, doppiato da Gianni Giuliano.
Quarto imperatore di Roma dal 41 d.C. Colto e benvoluto, ha dimostrato di essere un vero esempio del Mos maiorum.
- Domizio (stagione 2), interpretato da Paul Chahidi, doppiato da Raffaele Palmieri.
Figlio di un potente senatore romano, è incaricato da Claudio di spiare Aulo Plauzio. Verrà ucciso da Aulo.
- Andra (stagione 2), interpretata da Samantha Colley, doppiata da Eva Padoan.
Regina dei Devni spacciata per sorella minore di Amena, della quale è invece la figlia avuta in seguito ad un abuso da parte del padre. Si suiciderà dopo aver scoperto la verità.
- Mallin (stagione 2), interpretato da Tom Rhys Harries, doppiato da Manuel Meli.
Giovane figlio di pescatori, rapito da Phelan insieme ai suoi due fratelli. Dopo la morte dei fratelli, viene soggiogato tramite un sortilegio da Harka nel rintracciare Cait. Liberatosi dal sortilegio, si innamorerà di Cait ricambiato, ma verrà ucciso inconsciamente da Phelan.
- Hemple (stagione 3), interpretata da Sophie Okonedo, doppiata da Benedetta Ponticelli.
Moglie di Aulo Plauzio e alta sacerdotessa dedita al cannibalismo. Antagonista principale della terza stagione, nel finale verrà ferita gravemente a tradimento da Amena e poi stordita da Antedia. Per ora è ignoto se sia ancora viva.

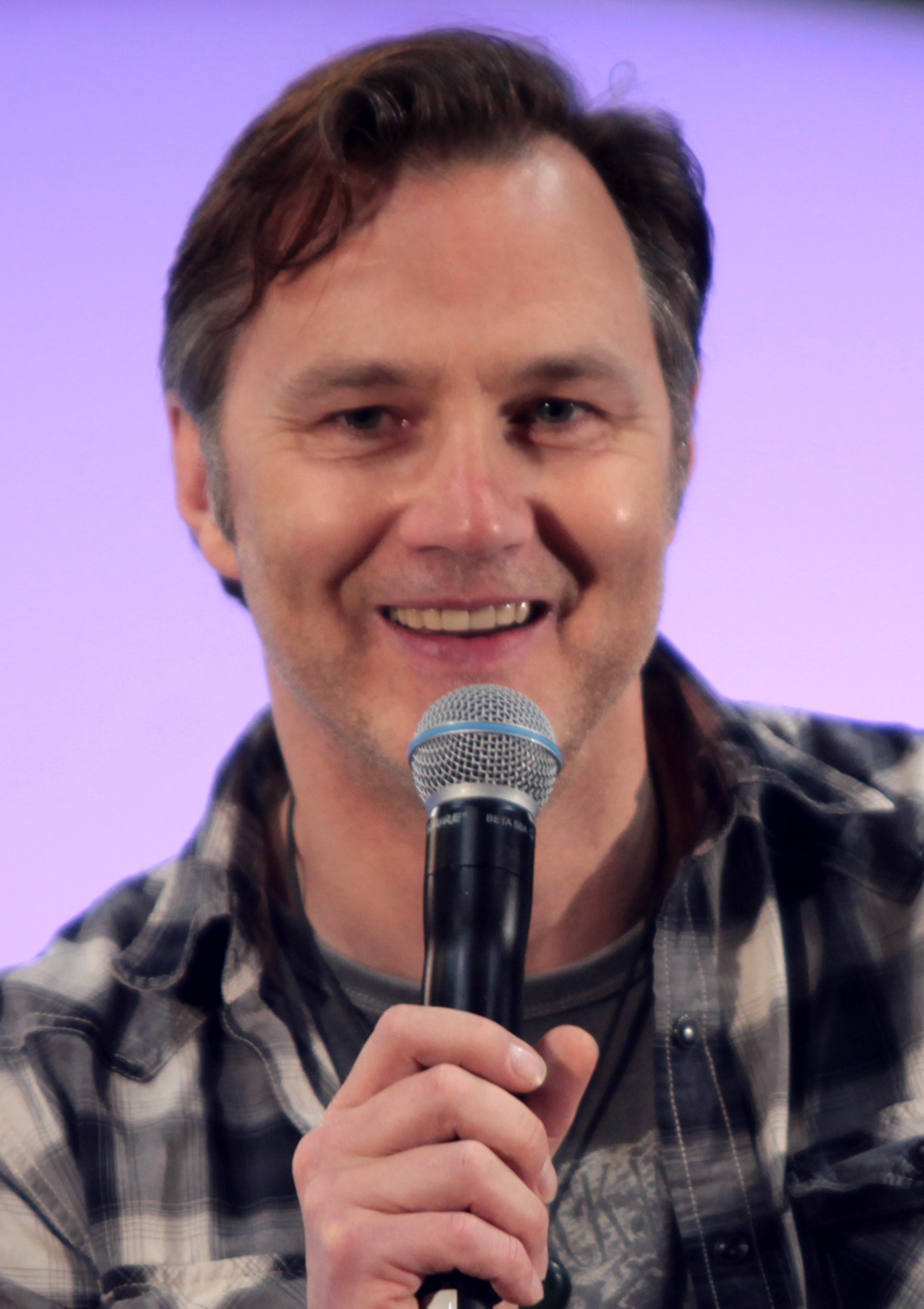
David Morrissey
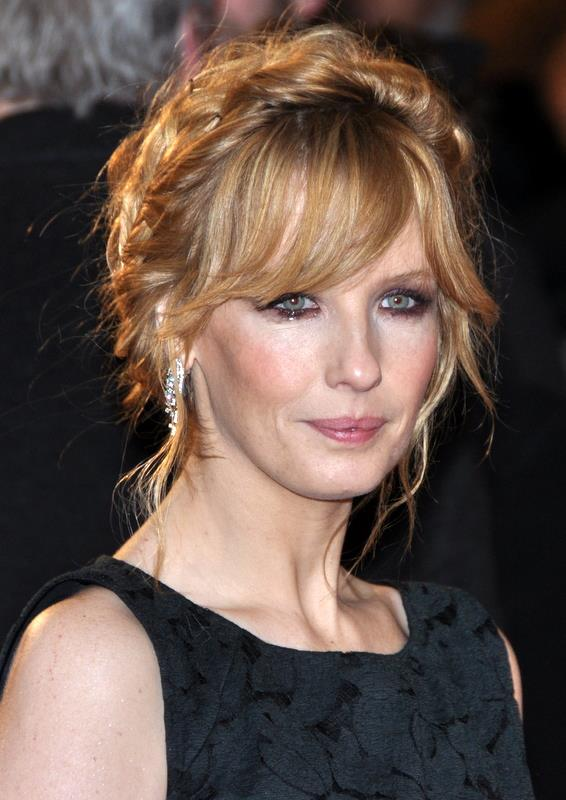
Kelly Reilly
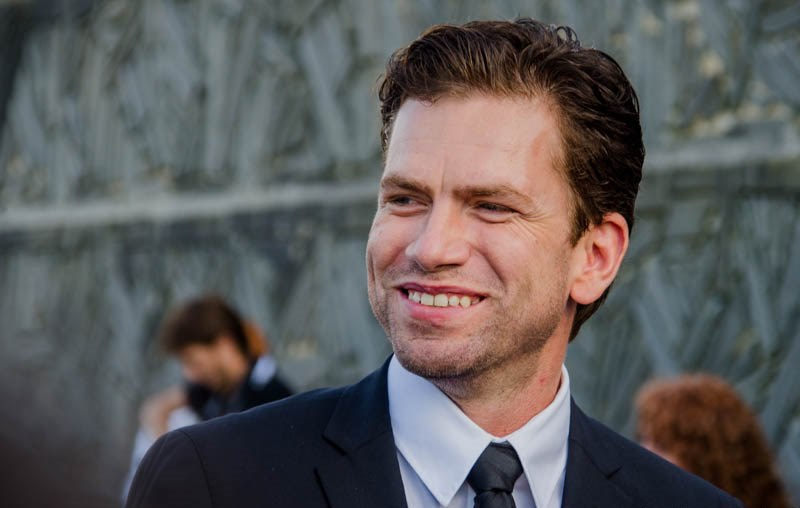
Nikolaj Lie Kaas
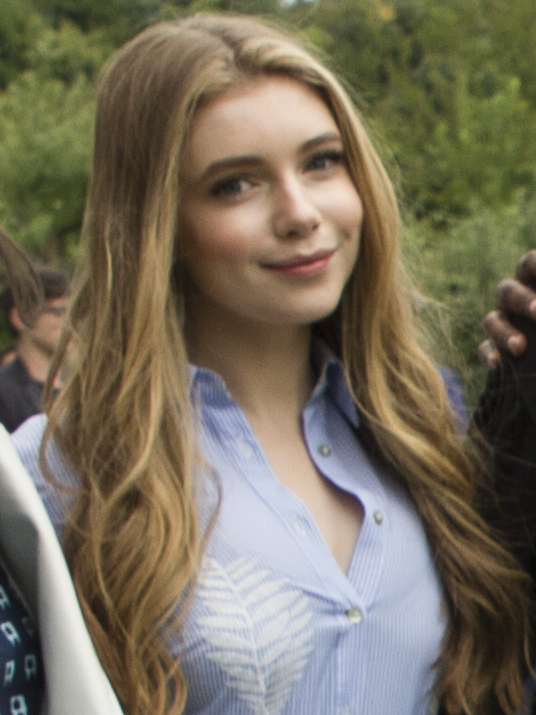
Eleanor Worthington Cox
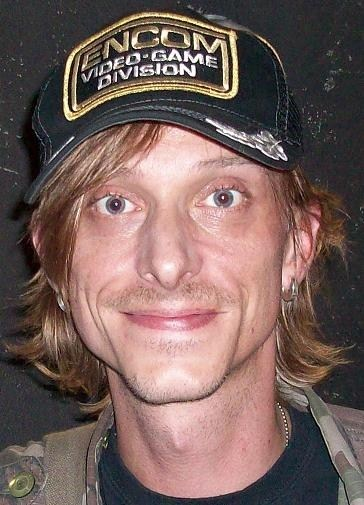
Mackenzie Crook
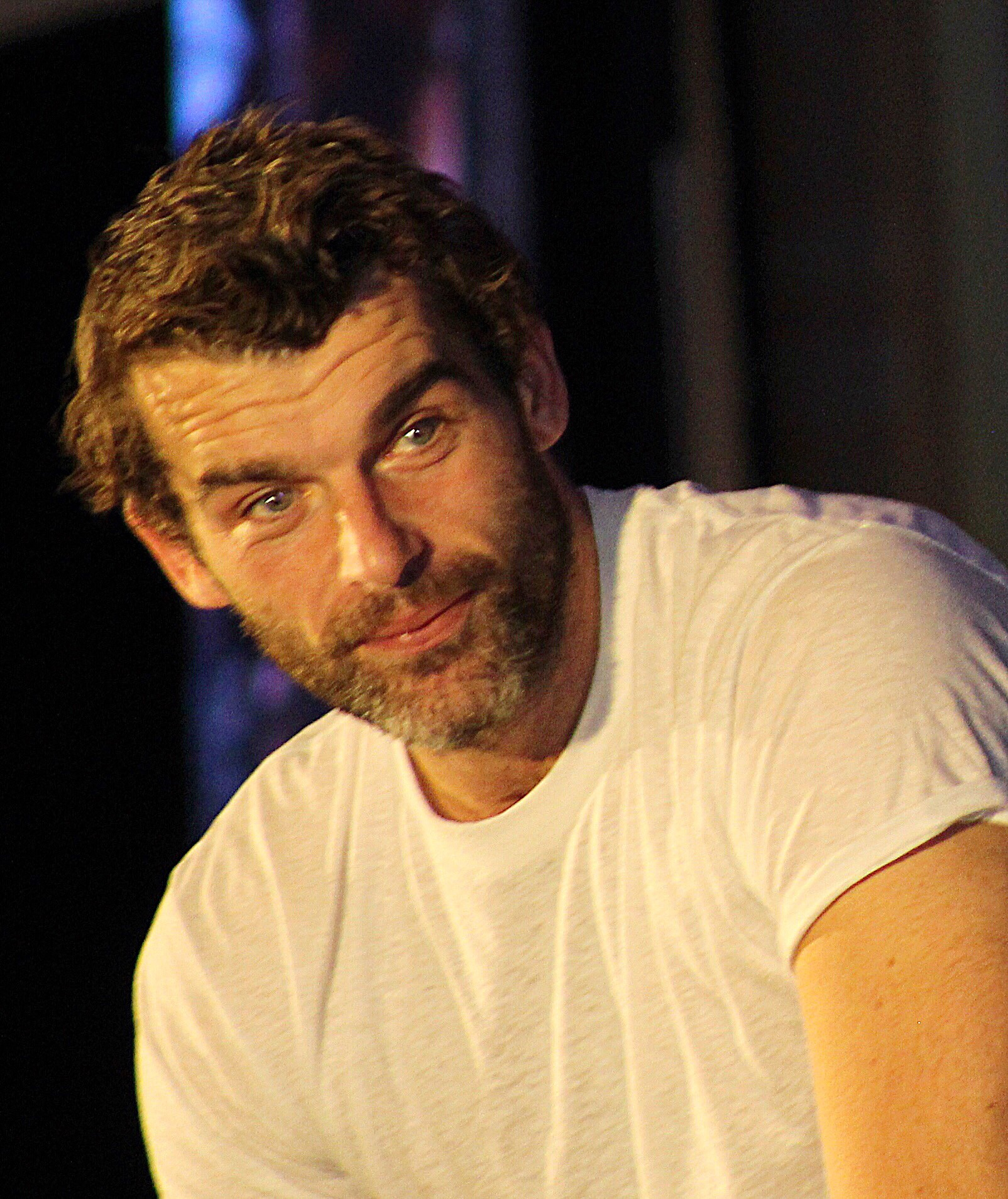
Stanley Weber
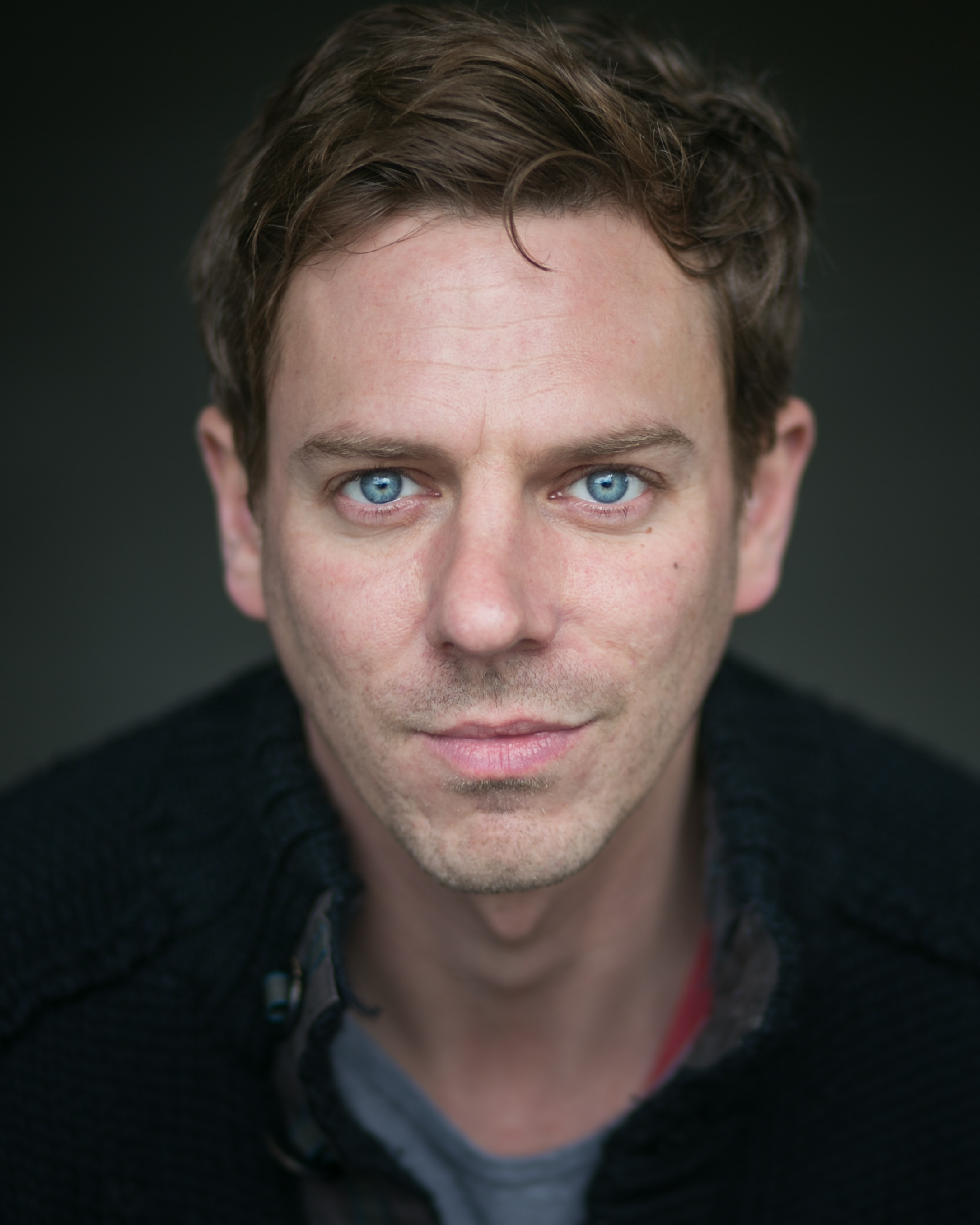
Joe Armstrong
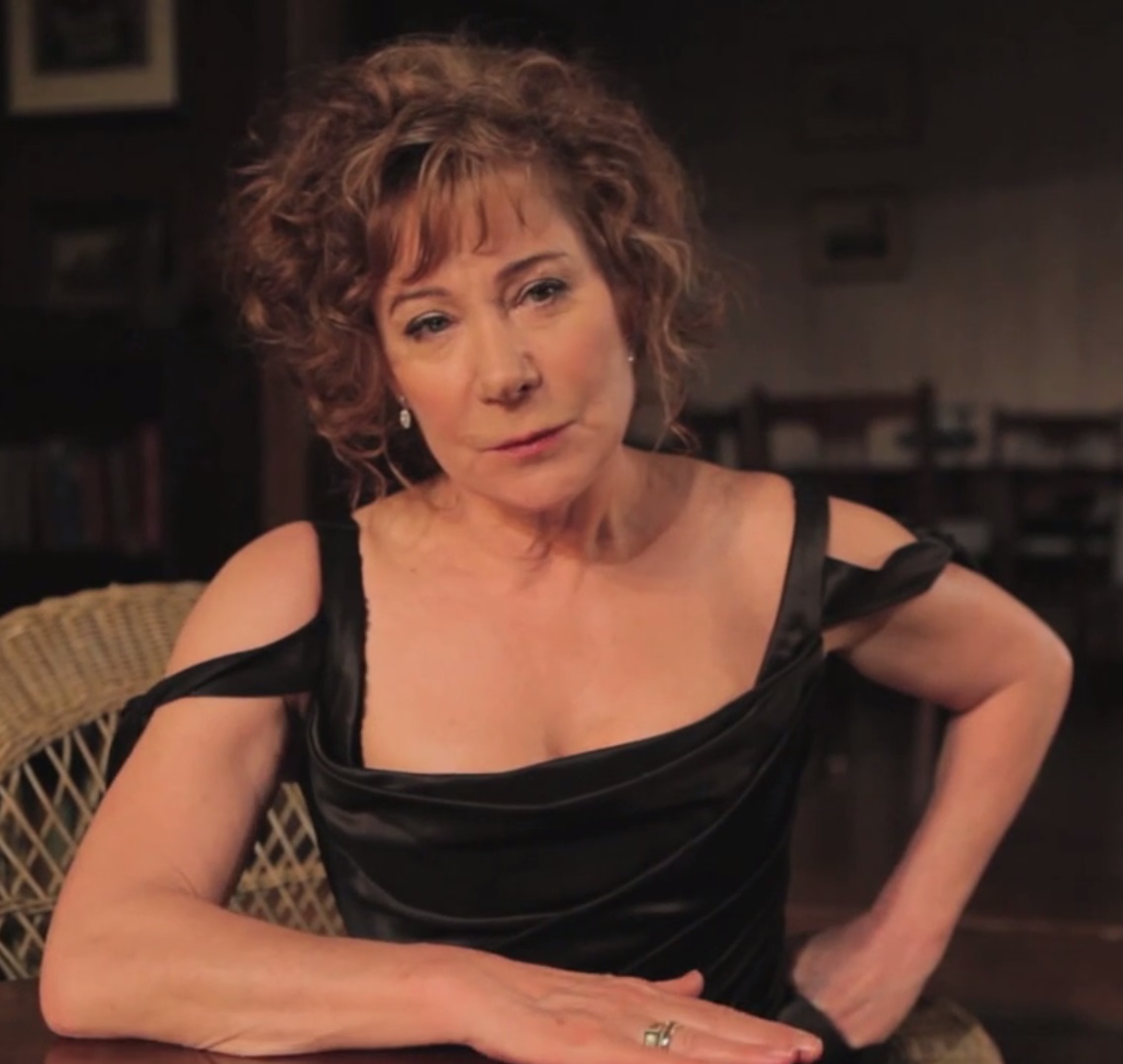
Zoe Wanamaker
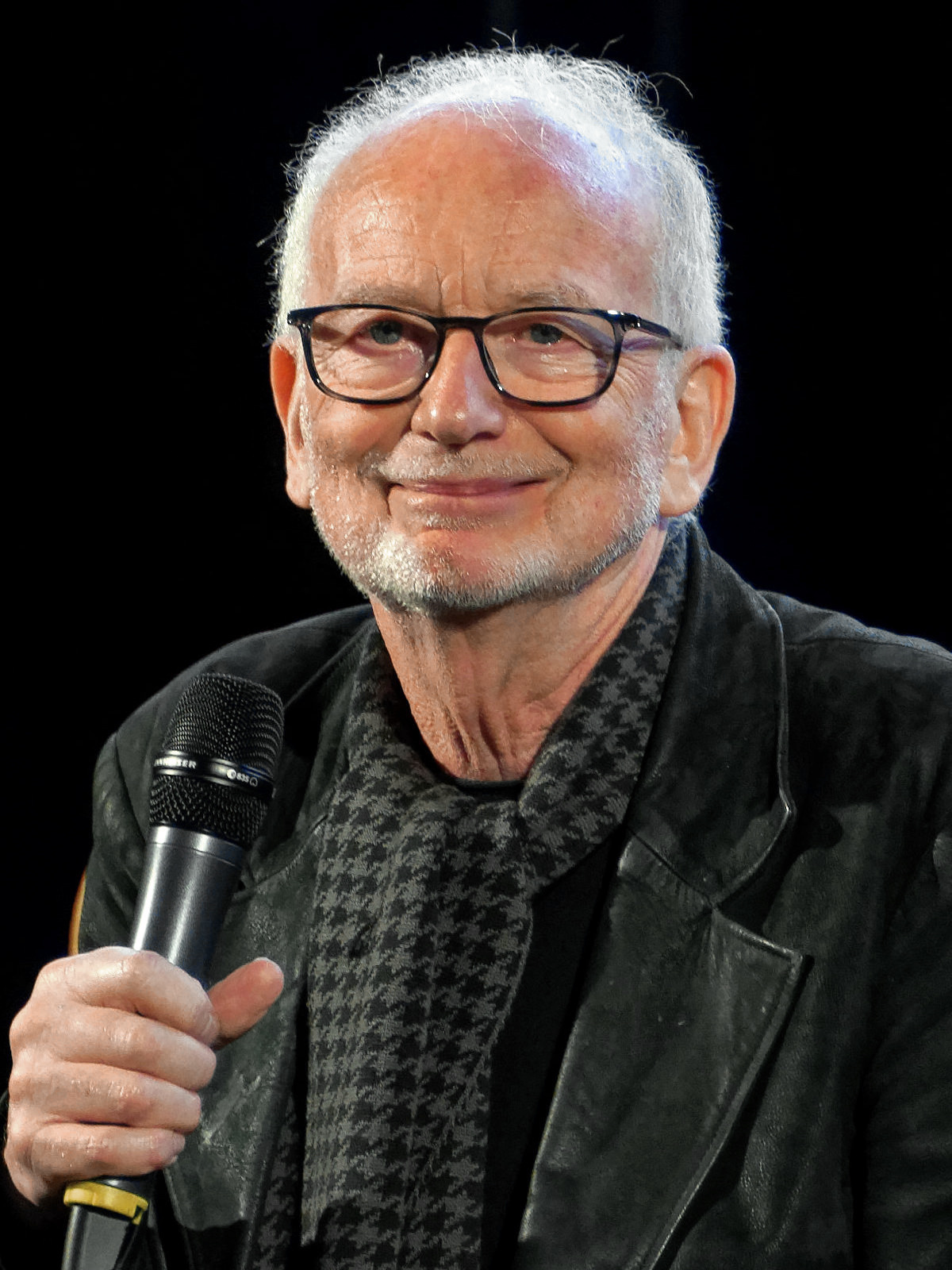
Ian McDiarmid
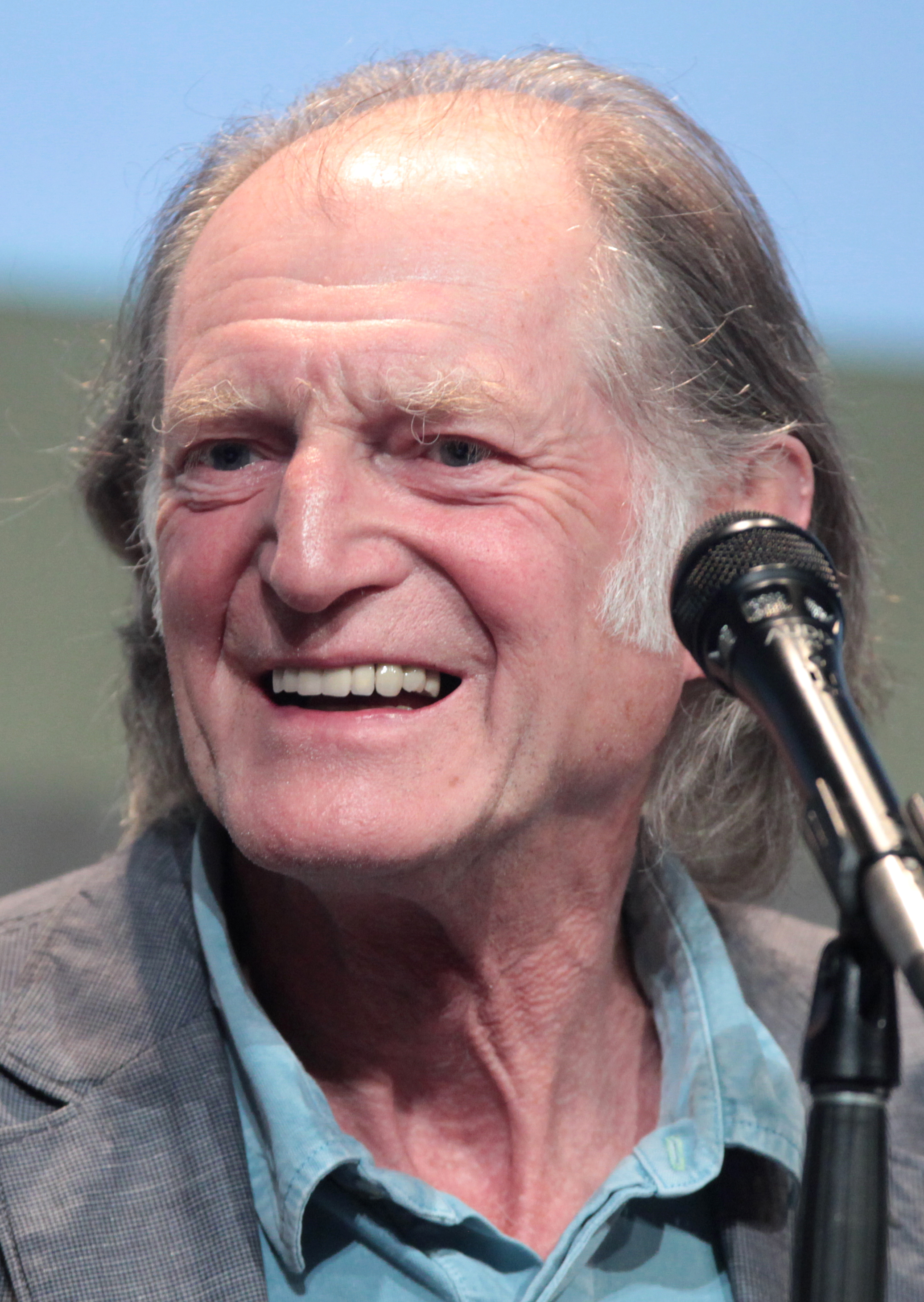
David Bradley
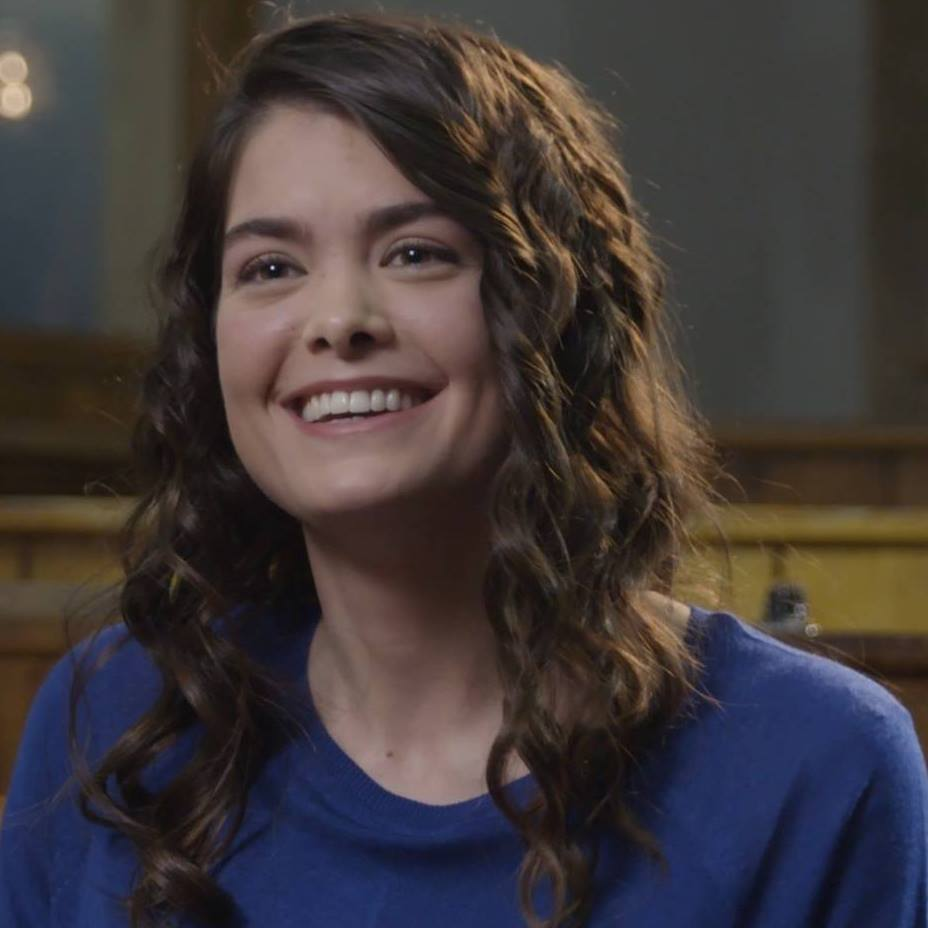
Samantha Colley
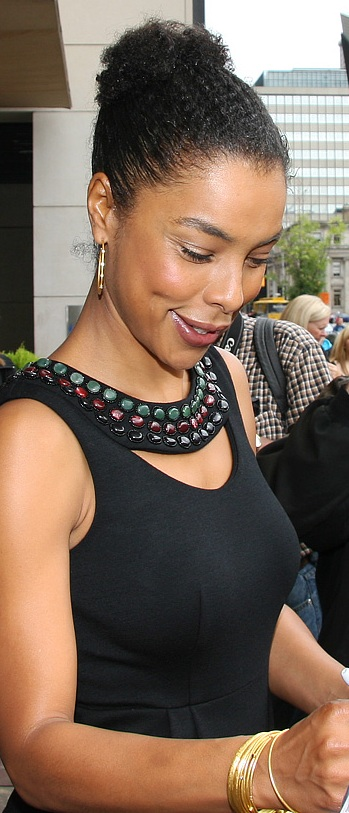
Sophie Okonedo

### Personaggi secondari
- Islene (stagione 1, guest stagione 3), interpretata da Callie Cooke, doppiata da Eleonora Reti.
Sorella maggiore di Cait. Verrà uccisa da Antonio.
- Antonio (stagione 1), interpretato da Aaron Pierre, doppiato da Andrea Lavagnino.
Legionario romano. Ucciderà Islene. Catturato dai druidi, che lo plageranno per intimorire Aulo, verrà invece decapitato da quest'ultimo.
- Bruto (stagioni 1-2), interpretato da Daniel Caltagirone.
Legionario romano. Diserterà e fuggirà insieme al commilitone Philo.
- Philo (stagioni 1-2), interpretato da Zaqi Ismail.
Legionario romano. Diserterà e fuggirà insieme al commilitone Bruto.
- Raime (stagione 3), interpretato da Bluey Robinson.
Giovane druido, verrà scelto da Cait per entrare nel "Gruppo della Prescelta".
- Drella (stagione 3), interpretata da Shonagh Marie.
Sorella di Hella, farà da guida al "Gruppo della Prescelta".
- Blaine (stagione 3), interpretato da Dustin Demri-Burns.
È il secondo in comando del gruppo di adepti di Lokka, nonché l'unico superstite (insieme ad Hemple) del massacro perpetrato da Veran. È sopravvissuto perché catturato in precedenza da Aulo e imprigionato nel suo carro personale, ma in seguito dell'attacco del "Gruppo della Prescelta" al convoglio, non si sa se sia ancora vivo.

## Produzione
La serie è stata prodotta da Rick McCallum, le riprese si sono svolte nella Repubblica Ceca e in Galles.
Nel marzo 2018 Sky Atlantic ha rinnovato la serie per una seconda stagione, che ha debuttato il 7 novembre 2019. In Italia è trasmessa su Sky Atlantic a partire dal 22 novembre. Il 15 gennaio 2020 Sky ha rinnovato la serie per una terza stagione, che va in onda dal 24 agosto 2021.
Nel marzo 2023 la serie è stata cancellata.
Nella prima stagione la canzone della sigla è Hurdy Gurdy Man di Donovan, mentre nella seconda stagione è Season of the Witch sempre di Donovan. Nella terza stagione viene utilizzata Children of the Revolution dei T. Rex.

## Distribuzione
In Italia la serie è andata in onda sul canale satellitare Sky Atlantic dal 22 gennaio 2018 all'8 ottobre 2021.

## Accoglienza
Sul sito web aggregatore di recensioni Rotten Tomatoes, la serie ha ottenuto una percentuale di approvazione del 74%, basata su 35 recensioni.
Mentre sul sito Metacritic, che usa una media ponderata, ha assegnato alla serie un punteggio medio di 64 su 100, basandosi su 5 critici, indicandone che le "recensioni sono generalmente favorevoli".